# Griechisch-kalabrischer Dialekt
Der griechisch-kalabrische (griechisch-bovesianische) Dialekt (italienisch: Dialetto greco-calabro, auch als „Grecanico“ bezeichnet) ist als italo-griechische Sprache heute ein stark von der italienischen Sprache beeinflusste moderner griechischer Dialekt. Er wird in Süd-Kalabrien gesprochen, während die zweite italo-griechische Sprache, das salentinische Griechisch (Italienisch: Salentinu oder Salentino), in der Region Grecìa Salentina in Süd-Apulien der Provinz Lecce gesprochen wird. Beide italo-griechische Sprachen werden regelmäßig als italiotisches Griechisch (neugriechisch Κατωιταλιώτικα Katoitaliótika), oder Griko bezeichnet. Es handelt sich jedoch um zwei verschiedene Sprachformen mit unterschiedlicher Entstehungsgeschichte.
Das Griechisch-Kalabrische ist im Rotbuch der bedrohten Sprachen der UNESCO aufgeführt, gemeinsam mit dem Grecanischen. Auch Euromosaic beschäftigt sich damit und erkennt sie als bedrohte Minderheitensprache innerhalb der Europäischen Union an.
Es findet des Weiteren im Ethnologue als Dialekt des Neugriechischen Erwähnung. Etwas zweifelhaft ist diese vom Ethnologue gezogene Schlussfolgerung, da diese Sprache eine zum Neugriechischen parallel und separat laufende Entwicklung aus dem mittelalterlichen byzantinischen Griechisch oder sogar aus dem Altgriechischen aufweist. Sie kann daher eher mit dem Neugriechischen verwandt bezeichnet werden.
Diese Art des Griechischen hat in ihrer Geschichte nie eine Zeit der extensiven Ausdehnung erlebt. Sie wurde nur in der täglichen Kommunikation genutzt, ohne dass es ihr gelang, eine signifikante Rolle in Verwaltung, Literatur oder Kirchenangelegenheiten zu spielen. Nimmt man dies zusammen, scheint die Eingruppierung des Griechisch-Kalabrischen als Dialekt und nicht als Sprache ggf. weniger mit einem Mangel distinktiver Charakteristika als mit einem Mangel an Prestige verbunden zu sein.

## Verbreitung

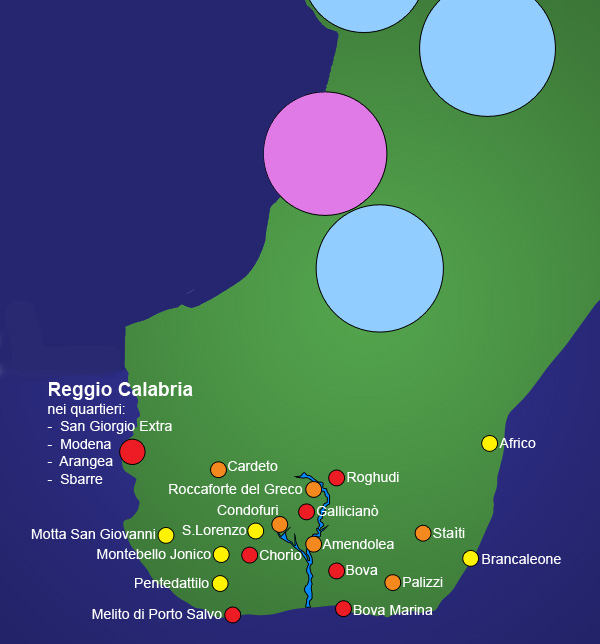
Verbreitung des Griechisch-Kalabrischen über die Jahrhunderte. blau: bis zum 15. Jahrhundert, violett: bis zum 16. Jahrhundert, gelb: bis zum 19. Jahrhundert, orange: bis zum 20. Jahrhundert, rot: aktuelle Verbreitung

### Verbreitung in der Vergangenheit
Der Griechisch-kalabrische Dialekt wurde im gesamten Süden Kalabriens bis ins 15. und 16. Jahrhundert hinein gesprochen, als es langsam durch den romanischen Dialekt (Kalabrisch) ersetzt wurde. Es verbleiben jedoch Einflüsse dieser Sprache in der Grammatik und in weiten Teilen des Vokabulars. Während der Herrschaft der Anjou wurde die griechische Sprache in einem großen Gebiet zwischen Seminara, Taurianova, dem Mésima-Tal und der Hochebene von Poro gesprochen. Ein kurzer historischer Überblick zeigt das fortschreitende Verschwinden des griechischen Dialekts in verschiedenen kalabrischen Gebieten seit dem 16. Jahrhundert.
Um die Mitte des 16. Jahrhunderts war der Griechisch-kalabrische Dialekt in der Gegend von Petrace verschwunden, besonders im Hochtal von Diverso und Tasi. Während der folgenden Jahrhunderte kam es ebenfalls zu einer Zurückdrängung in einige Täler an der Westseite des Aspromonte an der Straße von Messina, wie in den Catona- und Gàllico-Tälern.
Während des 19. Jahrhunderts ging die Sprache in einigen Ortschaften verloren, wie beispielsweise  Pentedattilo, Africo, Brancaleone, Motta San Giovanni, Montebello, San Lorenzo, an der Küste des Jonischen Meers bei Aspromonte.
Zu Beginn des 20. Jahrhunderts weitete sich der Rückgang auf die Städte Palizzi, Staiti, Cardeto, Roccaforte del Greco, Amendolea und Condofuri aus.

### Unterdrückung durch den Faschismus
Während der faschistischen Periode in Italien wurden sprachliche Minderheiten an der Nutzung der Muttersprache stark gehindert. Dies hatte auch Auswirkungen auf das Griechisch-Kalabrische. Während der 1930er Jahre wurde die Redewendung „Du scheinst ein Grieche zu sein“ in Bezug auf eine besonders dumme Person populär. Der Dialekt wurde bald selbst von seinen Muttersprachlern als Symbol für kulturelle Zurückgebliebenheit angesehen, und Lehrer bestraften ihre Schüler, wenn diese die „fremde“ Sprache in der Schule benutzten.

### Aktuelle Verbreitung

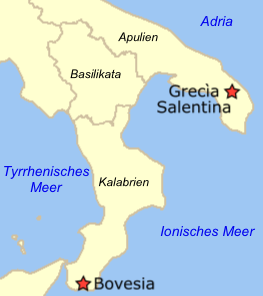
Siedlungskarte der Griko-sprachigen Gebiete Grecìa Salentina und Bovesia

Heute wird der Griechisch-Kalabrisch Dialekt in neun Städten der Region Bovesìa gesprochen, darunter Bova, Roghudi, Gallicianò, ebenso Chorìo di Roghudi, Bova Marina, und die Stadt Reggio Calabria in San Giorgio Extra’s sowie in der Umgebung von Rione Modena.
Es sind mehrere hundert Sprecher in Arangea und Sbarre bei Reggio Calabria und eine geringe Anzahl bei Melito di Porto Salvo bekannt, besonders aufgrund der Zuwanderung aus Roghudi und Chorìo nach den Überschwemmungen des Jahres 1971.
Etwa 2000 Personen sprechen und verstehen die Sprache. Hiervon sind nur etwa 50 % jünger als 35 Jahre, trotz aller Bemühungen der Kulturvereinigungen und der Verwaltung.
In Bova wird heute von vielen das Studium des Neugriechischen dem des Griechisch-Kalabrischen vorgezogen.

## Charakteristika
Der Griechisch-kalabrischer Dialekt hat viel mit dem Neugriechischen gemein. Spricht man von ihrer Herkunft, betonen manche Philologen, es sei ein Abkömmling des mittelalterlichen Griechisch, während andere behaupten, es entstamme unmittelbar dem Altgriechischen, und zwar insbesondere dem dorischen Griechisch, welches in Magna Graecia gesprochen wurde und eine unabhängige Entwicklung gehabt habe, lediglich beeinflusst durch das mittelalterliche Griechisch.
Nachweise hierfür sind Archaismen dieser Sprache, die Wörter des dorischen Griechisch benutzt, welche in Griechenland nicht genutzt werden. Es weist ferner eine Reihe bedeutungsunterscheidende Charakteristika im Vergleich zum Neugriechischen auf. So wird beispielsweise in vielen Fällen das Endungs-„s“ vieler Wörter verloren (zum Beispiel gaidaros („Esel“) wird zu gadaro im Griechisch-Kalabrischen). Es existiert auch keine Zukunftsform, die grammatikalischen Anforderungen werden durch die Verwendung des Präsens erfüllt.
Eine bedeutende Besonderheit ist die Verwendung des lateinischen Alphabets statt des griechischen.

## Wurzeln des Humanismus
Wichtig ist die Betonung der Präsenz der Kalabrier im Humanismus und in der Renaissance. In der Tat kamen die Hellenistiker dieser Zeit oft aus Kalabrien, eventuell aufgrund des starken griechischen Einflusses. Die Wiederentdeckung des Altgriechischen war besonders schwierig, da diese Sprache so gut wie vergessen war. Während dieser Zeit war die Präsenz von kalabrischen Humanisten und Flüchtlingen aus Konstantinopel fundamental.
Das Studium des Altgriechischen in dieser Zeit war vor allem das Werk zweier Mönche des Klosters von Seminara: Barlaam, Bischof von Gerace, und seines Schülers, Leonzio Pilato. Besonders Leonzio Pilato war wahrscheinlich Griechisch-Kalabrier, geboren in der Nähe von Reggio Calabria. Er war ein bedeutender Lehrer des Altgriechischen sowie Übersetzer, und er half Giovanni Boccaccio bei der Übersetzung der Werke Homers.

## Musik
Der Griechisch-kalabrischer Dialekt hat keine gesonderte Musiktradition. Dennoch gibt es heute eine Reihe lokaler Folklore-Gruppen, die diesen Dialekt in ihren Liedern verwenden.
Seit 1997 findet während des Sommers in Süd-Kalabrien das Wanderfestival Paleariza statt, welches als ein ethno-kulturell-musikalisches Festival die Tradition des Griechisch-kalabrischer Dialekts und die ursprüngliche Volksmusik fördern will. Dabei werden 14 historische Städte und Dörfer in Kalabrien berührt und mit Veranstaltungen wie Griechisch-Kurse, Theateraufführungen, Musikveranstaltungen, Workshops, Ausstellungen und Wanderrouten versucht, das Bewusstsein für die Gebiete im Landesinneren zu schärfen.

## Aktuelle Situation

### Wiederentdeckung
Mit der Zeit wurden die Griechisch-Kalabrier zu einem vergessenen Volk in Italien und Europa. Selbst der Bevölkerung und der Regierung Griechenlands war ihre Existenz unbekannt. Ihre Wiederentdeckung, oder zumindest das gesteigerte Bewusstsein über ihre Existenz, wird dem deutschen Philologen Gerhard Rohlfs verdankt, der einen großen Beitrag zu unserem Wissen über die Griechisch-Kalabrier geleistet hat.

### Kulturvereinigungen
Angeregt durch die Bemühungen Rohlfs’ bemühte sich eine Gruppe Studenten um die Verbreitung des Griechisch-kalabrischen Dialekts durch die Veröffentlichung eines Flugblatts mit dem Titel La Ionica. Dies war der erste organisierte Versuch zum Schutz der Sprache.
1970 gründete diese Gruppe eine Kulturvereinigung mit Namen La Ionica und aus dem Flugblatt wurde eine Zeitung, welche Dichtung und Prosa sowohl in italienischer Sprache als auch im Griechisch-kalabrischen Dialekt druckte. Diese Vereinigung nahm auch Kontakte mit griechischsprachigen Personen aus Grecìa Salentina auf, mit dem Ziel, eine „Union der Griechen Süditaliens“ zu gründen. Ziel sollte der gemeinschaftliche Schutz der Bilingualität der Region und die Forderung nach formeller staatlicher Anerkennung, wie zum Beispiel zweisprachige Verkehrsschilder, sein.
Nach dem Beispiel von La Ionica wurden weitere lokale Vereine gegründet Zoí ce glossa (Leben und Sprache) in Reggio di Calabria, Cinurio Cosmó (Neue Welt) und Jalò tu Vúa in Bova Marina, CUMELCA in Gallicianò und Roghudi und Apodiafázi (Morgengrauen) in Bova Superiore.

### Massenmedien
Es gibt zwei griechisch-kalabrische Zeitungen: I Riza (dreisprachig/italienisch, griechisch-kalabrisch, neugriechisch), herausgegeben von Jalò tu Vúa, drei Exemplare pro Jahr; und CUMELCA, eine Quartalszeitung, die aber tatsächlich nur in unregelmäßigen Abständen erscheint.
Beide Zeitungen erhalten finanzielle Unterstützung durch die Regionalbehörden.
Zurzeit gibt es keine Radiosender, die im Griechisch-kalabrischen Dialekt senden. Dies hängt vorwiegend mit der Krise lokaler Privatsender zusammen. Während der Boom-Phase des Lokalradios zwischen 1977 und 1984 sendeten mehrere Radiostationen in dieser Sprache, darunter Radio Antenna Don Bosco in Bova Marina, Radio San Paolo in Reggio di Calabria und RTM in Mélito di Porto Salvo.
Im Fernsehen wird der Griechisch-kalabrische Dialekt bisher nicht genutzt.

### Erziehung und Bewusstseinsbildung
Die griechische Regierung in Athen hat Beziehungen zu „La Ionica“ über die Associazione Internazionale degli Ellenofoni (SFEE) (Internationale Vereinigung der Hellenophonen) hergestellt und die Griechisch-Kalabrier offiziell zu den jährlich in Griechenland abgehaltenen Treffen, die sie veranstaltet, eingeladen. Abgesehen davon erhält „La Ionica“ wenig Unterstützung durch staatliche und öffentliche Institutionen. Ein Problembewusstsein ist erst in den vergangenen Jahren entstanden. Die Region Kalabrien ermuntert die Unterrichtung des Griechisch-kalabrischen Dialekts in Schulen, ebenso wie des Albanischen, und fördert so Bilingualität. 1993 wurde von der Region ein Istituto Regionale Superiore di Studi Ellenofoni (Regionales Institut für Höhere Hellenophone Studien) mit Sitz in Bova Marina gegründet.
Trotz anfänglicher Aktivitäten hat das Programm keine großen Fortschritte gemacht, besonders mangels qualifizierter Lehrkräfte. Auch ist sich die Verwaltung der Tatsache der Bilingualität nicht hinreichend bewusst. Die Fortschritte sind sehr gering, so verfügen aktuell nur die zwei Städte Bova und Bova Marina über zweisprachige Straßenschilder.

### Kritikpunkte
Der schrittweise Niedergang der Verwendung des Griechisch-kalabrischen Dialekts steht in engem Zusammenhang mit der Ansicht der Bevölkerung, es handele sich bei diesem Dialekt nur um eine Ausdrucksweise der Unterschicht, typisch für ländliche und ungebildete Bevölkerungsgruppen. Der Mangel an Sprachebenen (zum Beispiel Nutzung außerhalb des familiären Raums) ist ein weiteres Hindernis für sein Überleben. Die Sprache konnte erhalten bleiben, solange die Bevölkerung isoliert in Berggegenden der Aspromonte lebte. Nach der Abwanderung eines Großteils der Bevölkerung aus diesen Gebieten verfügt die jüngere Generation nur noch über grobe Grundkenntnisse in der Sprache. Verbesserte Bildungsstandards fördern die Verwendung anderer Sprachen wie des Italienischen selbst im Alltagsgebrauch.
Aktivitäten im Bereich der Erziehung haben ihre Grenzen, selbst wenn sie von lokaler Verwaltung und Gesetzgebung zur Förderung des Griechischen in Schulen und Universitäten gestützt werden. Es stehen nicht genügend Lehrkräfte mit angemessenen Kenntnissen des Griechisch-kalabrischen Dialekts für den Unterricht zur Verfügung. Anfängliche Aktivitäten haben sich auf die Initiativen lokaler Kulturvereinigungen konzentriert, finanziert durch die Lokalverwaltung.
Der Unterricht in den Schulen wird nicht in bilingualer Form durchgeführt. Vielmehr wurde, dank der finanziellen Unterstützung der Regionalregierung und der Europäischen Union, ein zusätzliches Wahlfach auf Grundschulebene angeboten. Die Zahlen der Schüler, die sich für dieses Angebot entschieden haben, sind jedoch gering geblieben. Auf weiterführenden Schulen, an denen der Sprachunterricht besonders nützlich und praktikabel wäre, ist kein Unterrichtsangebot vorhanden. Kulturvereinigungen bieten Kurse im Rahmen der Erwachsenenbildung an. Das größte Problem besteht in den begrenzten Sprachkenntnissen des Lehrkörpers, für den Bilingualität kein zwingendes Element seiner Qualifikation darstellt. Weiterbildungsangebote für Hochschulabsolventen bieten zum Teil Kulturvereinigungen wie Jalo tu Vúa, allerdings nur dank der Unterstützung durch die Europäische Union. Diese Vereinigung arbeitet auch auf die Erstellung einer griechisch-kalabrischen Grammatik hin.
Trotz allem wächst das Interesse der Jugend am Neugriechischen, allerdings zu Lasten des Griechisch-kalabrischen Dialekts.